# Бігова (станція метро, Москва)
«Бігова́» (рос. Беговая) — станція Тагансько-Краснопресненської лінії Московського метрополітену, розташована між станціями «Вулиця 1905 року» і «Полежаєвська».
Відкрита 30 грудня 1972 у складі черги «Барикадна» — «Октябрське поле». Отримала назву за однойменною залізничною платформою, яка, в свою чергу, отримала назву по Біговій вулиці, а та — по Московському іподрому.

## Вестибюлі
У станції є 2 підземних вестибюля. Виходи зі східного вестибюля — до залізничної платформи Бігова Білоруського напрямку та Третього транспортного кільця, виходи із західного вестибюля — на Хорошевське шосе, вулицю Розанова і до 1-го Хорошевського проїзду. На підйом до вестибюлів працюють ескалатори, спуск здійснюється сходами.

## Пересадки
- Станцію МЦД   Бігова
- Автобуси: м35, с23, 27, 175, 345, с364, 847, т65, т86

## Технічна характеристика
Конструкція станції — колонна трипрогінна мілкого закладення (глибина закладення — 11 м). Станція споруджена зі збірних конструкцій за типовим проектом. На станції два ряди по 26 колон. Крок колон — 6,5 м.

## Оздоблення
Оформлення присвячено темі кінного спорту. Стіни касових залів прикрашає панно «Могутні Рисаки». Стіни сходових спусків прикрашені горельєфами на тему кінного спорту (скульптор Е. М. Ладигін). Підлога викладена гранітом темних відтінків. Колійні стіни зараз облицьовані білим мармуром. «Бігова» стала першою з типових колонних станцій, на яких облицювання з керамічної плитки (жовтого кольору) була замінена мармуром в 1997 р.

## Колійний розвиток

Схема колійного розвитку станції «Бігова»

Станція з колійним розвитком — 4 стрілочних переводи, протишерсний з'їзд і 1 станційна колія для обороту та відстою рухомого складу, який переходить у ССГ до електродепо ТЧ-4 «Червона Пресня».